# Luitgardis Hecker
Luitgardis Hecker OSB (* 20. September 1935 in Essen; † 30. August 2021 in der Abtei Mariendonk.) war eine deutsche römisch-katholische Benediktinerin. Sie war von 1982 bis 2005 zweite Äbtissin der Abtei Mariendonk.

## Wirken
Hecker wurde am 10. Februar 1982 zur 2. Äbtissin von Mariendonk gewählt, nachdem ihre Amtsvorgängerin Felicitas Berg nach 34 Jahren Abbatiat altersbedingt resigniert hatte. Unter Heckers Amtszeit fokussierte der Konvent Aufgaben der Seelsorge, wozu Besinnungswochen und theologische Vorträge im Kloster angeboten wurden. Um das wissenschaftliche Niveau der geistlichen Begleitung zu stärken, stellte Hecker drei Schwestern für theologische Studien frei, von denen zwei in Theologie promovierten. 1996 musste sie die Landwirtschaft zugunsten der Eigenproduktion aufgeben.

## Veröffentlichungen
- Mit Faden malen. Zur Paramentik Hubert Spierlings. In: Holger Brülls (Hrsg.): Hubert Spierling. Malerei + Glasmalerei. Schöningh, Paderborn 2010, ISBN 978-3-506-77000-4, S. 207–222.